# PSA XU/XUD

## Silniki rodziny XU/XUD
Są to 4 cylindrowe silniki czterosuwowe rzędowe – benzynowe (XU) oraz wysokoprężne (XUD) głównie używane w samochodach koncernu PSA – Citroën i Peugeot. Mają pojemności skokowe od 1.6 do 2.1 litra. Wyposażone w głowice 8v SOHC oraz 16v DOHC (wyjątek: silnik XUD11 12v SOHC). Blok cylindrów w zależności od wersji wykonany jest ze stopu lekkiego z mokrymi wymiennymi tulejami lub z żeliwa z wydrążonymi tulejami, głowica ze stopu lekkiego.
Zostały wprowadzone do produkcji 1981 r.

## Układ Zasilania
Początkowo wyposażone w gaźnik później we wtrysk paliwa jednopunktowy lub wielopunktowy.

## Układ Zapłonowy
Układ zapłonowy – w silnikach gaźnikowych i pierwszych z wtryskiem zapłon z rozdzielaczem, w późniejszych układ bezrozdzielaczowy.

## XU5
Silnik XU5 posiada tłoki o średnicy 83mm i skok tłoka 73mm, pojemność silnika wynosi 1580cm³.
| Silnik   | Moc          | Zasilanie              |
| -------- | ------------ | ---------------------- |
| XU5 J    | 104KM (76kW) | 2-gardzielowe gaźnik   |
| XU5 1C   | 75KM (55kW)  | 2-gardzielowe gaźnik   |
| XU5 2C   | 92KM (67kW)  | 2-gardzielowe gaźnik   |
| XU5 C    | 80KM (58kW)  | 1-gardzielowe gaźnik   |
| XU5 M3/Z | 89KM (65kW)  | Wtrysk SPI katalizator |

## XU7
Silnik XU7 posiada tłoki o średnicy 83mm i skok tłoka 81.4mm, pojemność silnika wynosi 1761cm³.
| Silnik  | Moc          | Zasilanie                 |
| ------- | ------------ | ------------------------- |
| XU7 JB  | 90KM (66kW)  | Wtrysk MPI katalizator    |
| XU7 JP  | 103KM (75kW) | Wtrysk MPI katalizator    |
| XU7 JP4 | 112KM (81kW) | 16vWtrysk MPI katalizator |

## XU8
Silnik XU8 posiada tłoki o średnicy 83mm i skok tłoka 82mm, pojemność silnika wynosi 1775cm³.
| Silnik      | Moc                   | Zasilanie            |
| ----------- | --------------------- | -------------------- |
| XU8 T       | 200KM (147kW)         | 16v Wtrysk MPI turbo |
| XU8 T       | 300KM (220.5kW)       | 16v Wtrysk MPI turbo |
| XU8 T Evo 1 | 350KM (257kW)         | 16v Wtrysk MPI turbo |
| XU8 T Evo 2 | 430-480KM (316-353kW) | 16v Wtrysk MPI turbo |

## XU9
Silnik XU9 posiada tłoki o średnicy 83mm i skok tłoka 88mm, pojemność silnika wynosi 1905cm³.
| Silnik                | Moc           | Zasilanie                  |
| --------------------- | ------------- | -------------------------- |
| XU9 2C                | 105KM (77kW)  | 2-gardzielowy gaźnik       |
| XU9 2C                | 110KM (80kW)  | 2-gardzielowy gaźnik       |
| XU9 4C?               | 126KM (92kW)  | Dwa 2-gardzielowe gaźnik   |
| XU9 J1/Z              | 105KM (77kW)  | Wtrysk SPI katalizator     |
| XU9 J2                | 125KM (91kW)  | Wtrysk MPI katalizator     |
| XU9 JA/K              | 130KM (95kW)  | Wtrysk MPI katalizator     |
| XU9 JA/Z              | 122KM (89kW)  | Wtrysk MPI katalizator     |
| XU9 J4 / D6C/L (Mi16) | 160KM (116kW) | 16v Wtrysk MPI katalizator |
| XU9 J4/Z / DFW (Mi16) | 148KM (108kW) | 16v Wtrysk MPI katalizator |

## XU10
Silnik EW10 posiada tłoki o średnicy 86mm i skok tłoka 86mm, pojemność silnika wynosi 1998cm³.
| Silnik                   | Moc           | Zasilanie                        |
| ------------------------ | ------------- | -------------------------------- |
| XU10 2C                  | 115KM (85kW)  | 2-gardzielowy gaźnik             |
| XU10 J2C/L               | 123KM (90kW)  | Wtrysk SPI katalizator           |
| XU10 J2                  | 130KM (96kW)  | Wtrysk SPI                       |
| XU10 J2TE / RGY          | 145KM (107kW) | Wtrysk MPI turbo katalizator     |
| XU10 J2TE / RGX          | 150KM (110kW) | Wtrysk MPI turbo katalizator     |
| XU10 J4D/Z               | 150KM (110kW) | Wtrysk MPI katalizator           |
| XU10 J4R / RFV           | 135KM (99kW)  | 16v Wtrysk MPI katalizator       |
| XU10 J4R/L3 / RFV        | 132KM (97kW)  | 16v Wtrysk MPI katalizator       |
| XU10 J4RS/L3 / RFS       | 167KM (123kW) | 16v Wtrysk MPI katalizator       |
| XU10 J4TE                | 200KM (147kW) | 16v Wtrysk MPI turbo katalizator |
| XU10 J4/L/Z / RFY (Mi16) | 155KM (114kW) | 16v Wtrysk MPI katalizator       |
| XU10 M                   | 130KM (96kW)  | 16v Wtrysk MPI                   |

## XUD7
Silnik XU7 posiada tłoki o średnicy 80mm i skok tłoka 88mm, pojemność silnika wynosi 1769cm³.
| Silnik   | Moc         | Zasilanie          |
| -------- | ----------- | ------------------ |
| XUD7 T/K | 78KM (57kW) | Turbo Diesel       |
| XUD7 TE  | 90KM (66kW) | Turbo Diesel       |
| XUD7/K   | 60KM (44kW) | Diesel             |
| XUD7/Z   | 60KM (44kW) | Diesel katalizator |

## XUD9
Silnik XU9 posiada tłoki o średnicy 83mm i skok tłoka 88mm, pojemność silnika wynosi 1905cm³.
| Silnik    | Moc         | Zasilanie                |
| --------- | ----------- | ------------------------ |
| XUD9      | 69KM (51kW) | Diesel                   |
| XUD9 A    | 71KM (52kW) | Diesel                   |
| XUD9 TE/L | 92KM (67kW) | Turbo Diesel             |
| XUD9 SD   | 63KM (46kW) | Turbo Diesel katalizator |
| XUD9 SD   | 75KM (55kW) | Turbo Diesel katalizator |
| XUD9 TE/Y | 90KM (66kW) | Turbo Diesel katalizator |
| XUD9/Z    | 68KM (49kW) | Diesel katalizator       |

## XUD11
Silnik XU11 posiada tłoki o średnicy 86mm i skok tłoka 92mm, pojemność silnika wynosi 2138cm³ w wersji wolnossącej oraz tłoki o średnicy 85mm i skok tłoka 92mm i pojemność silnika wynoszącej 2088cm³ w wersji doładowanej.
| Silnik    | Moc          | Zasilanie                    |
| --------- | ------------ | ---------------------------- |
| XUD11 A   | 83KM (61kW)  | 12v Diesel                   |
| XUD11 ATE | 110KM (80kW) | 12v Turbo Diesel             |
| XUD11 BTE | 110KM (80kW) | 12v Turbo Diesel katalizator |

## Inne silniki PSA
TU, TUD, X, EW, DW, EV, PRV, ES, Prince